# Phyteuma persicifolium
Phyteuma persicifolium är en klockväxtart som beskrevs av David Heinrich Hoppe. Phyteuma persicifolium ingår i släktet rapunkler, och familjen klockväxter. Inga underarter finns listade i Catalogue of Life.

## Bildgalleri

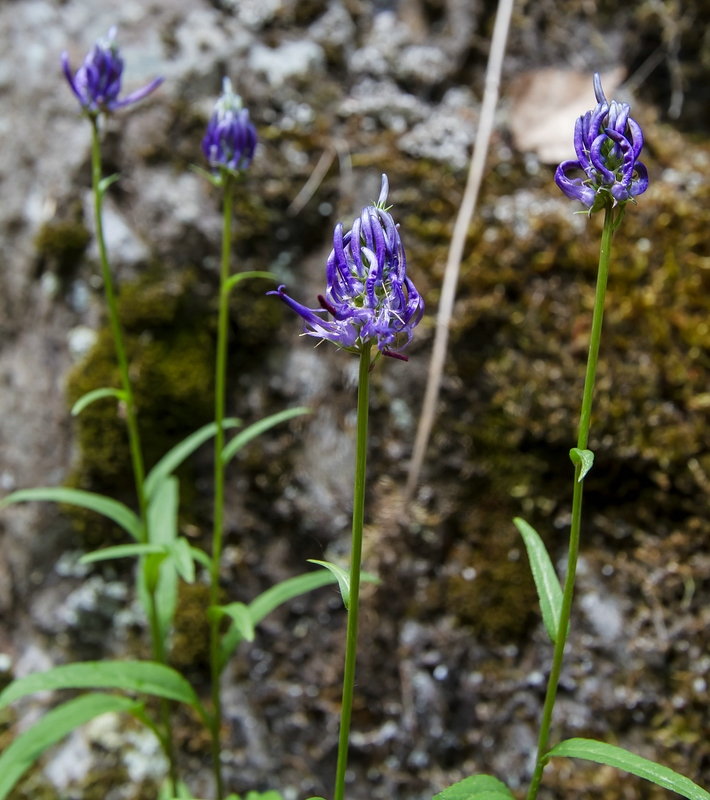
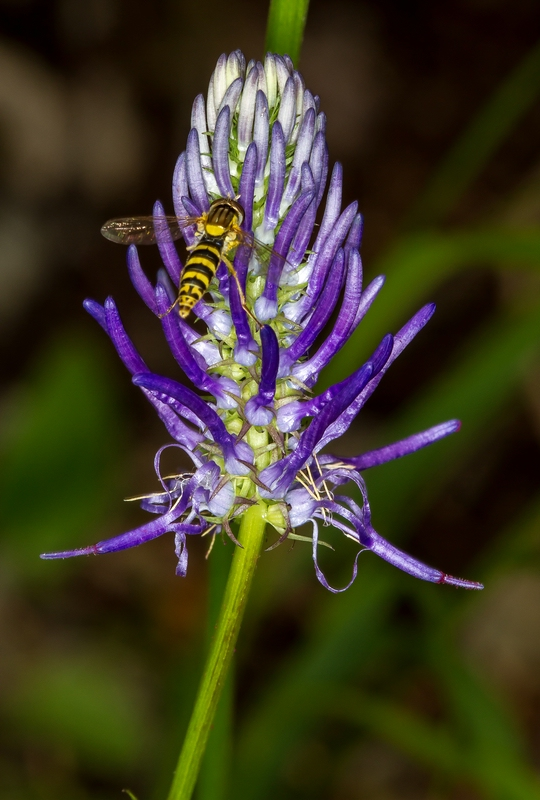
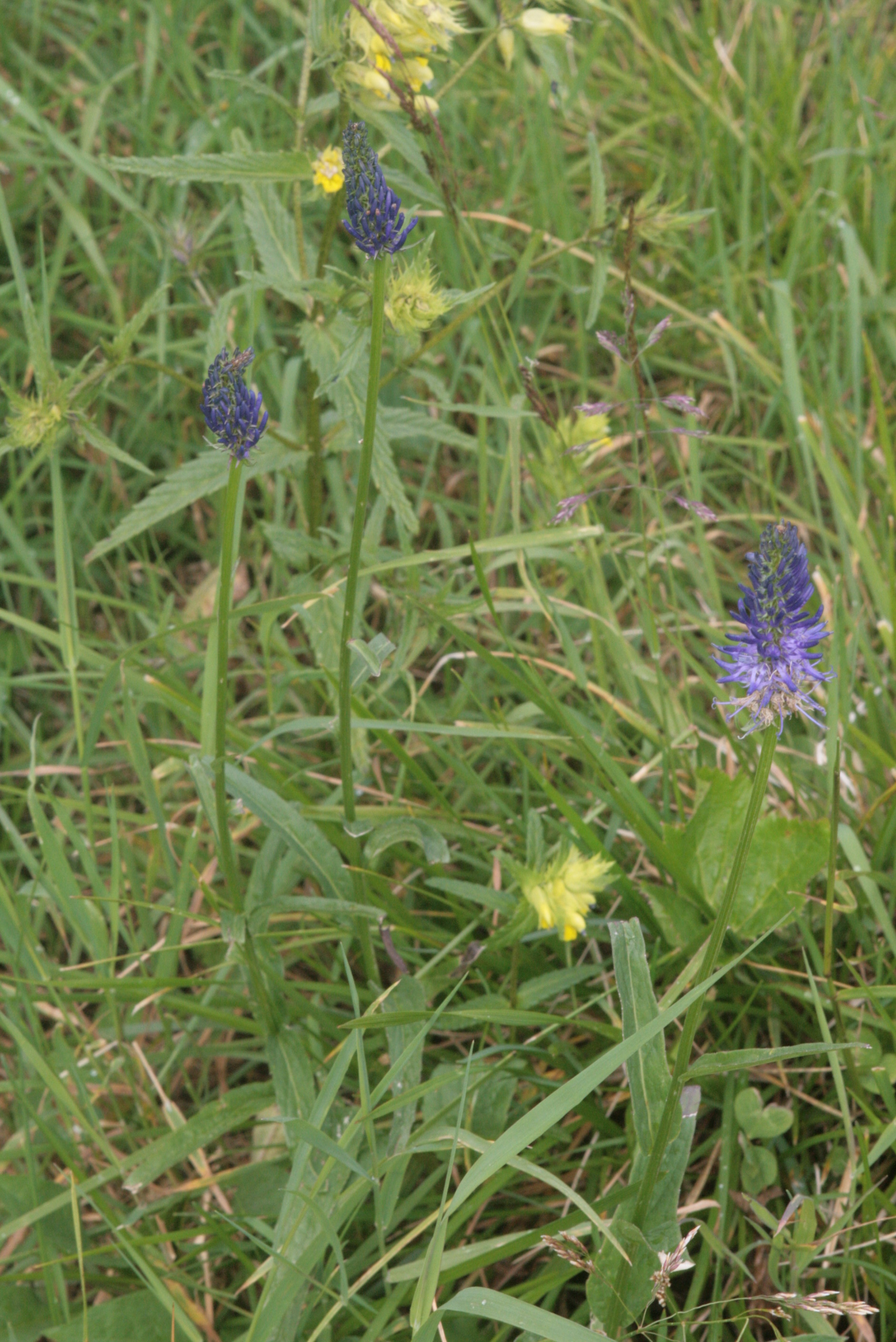
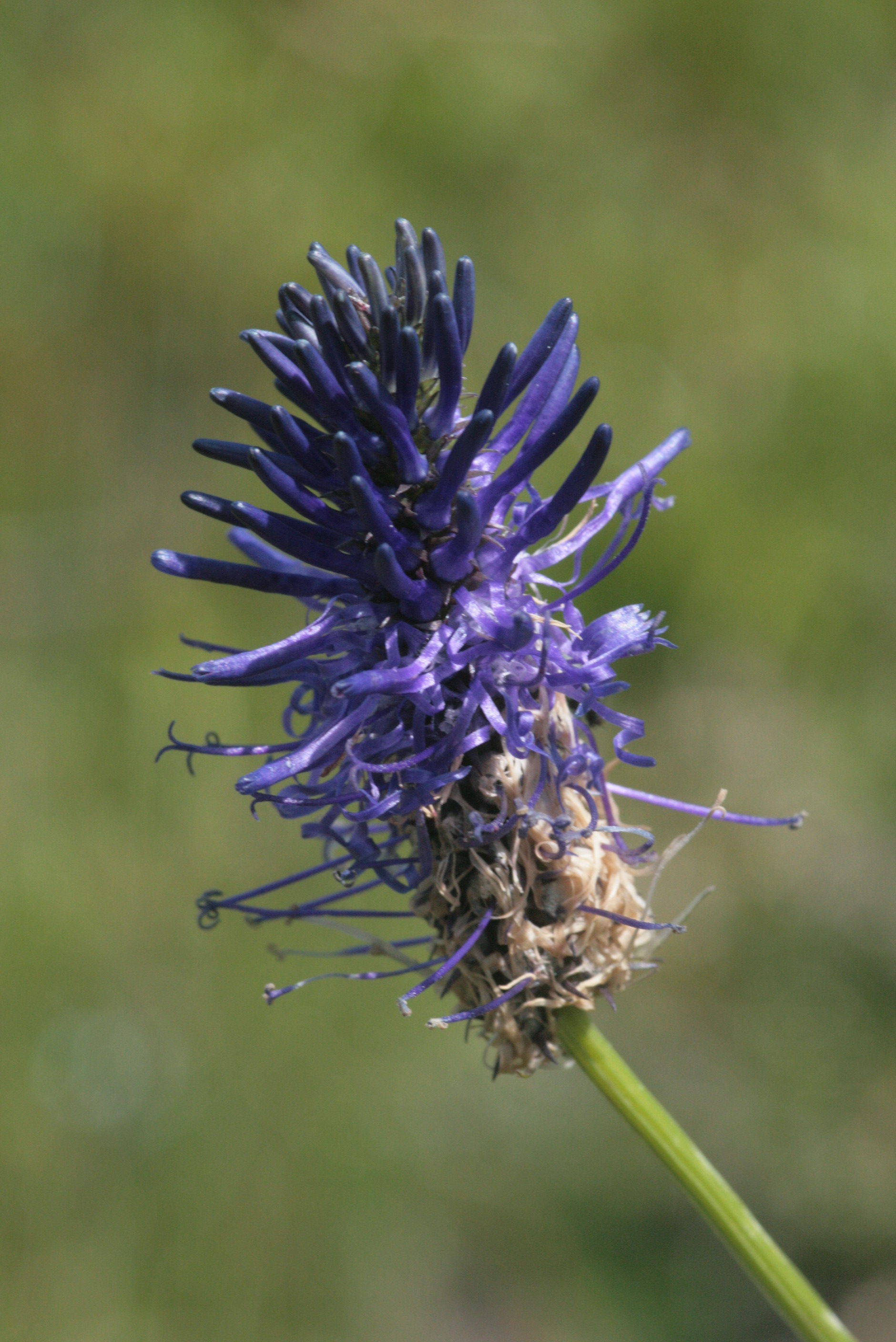
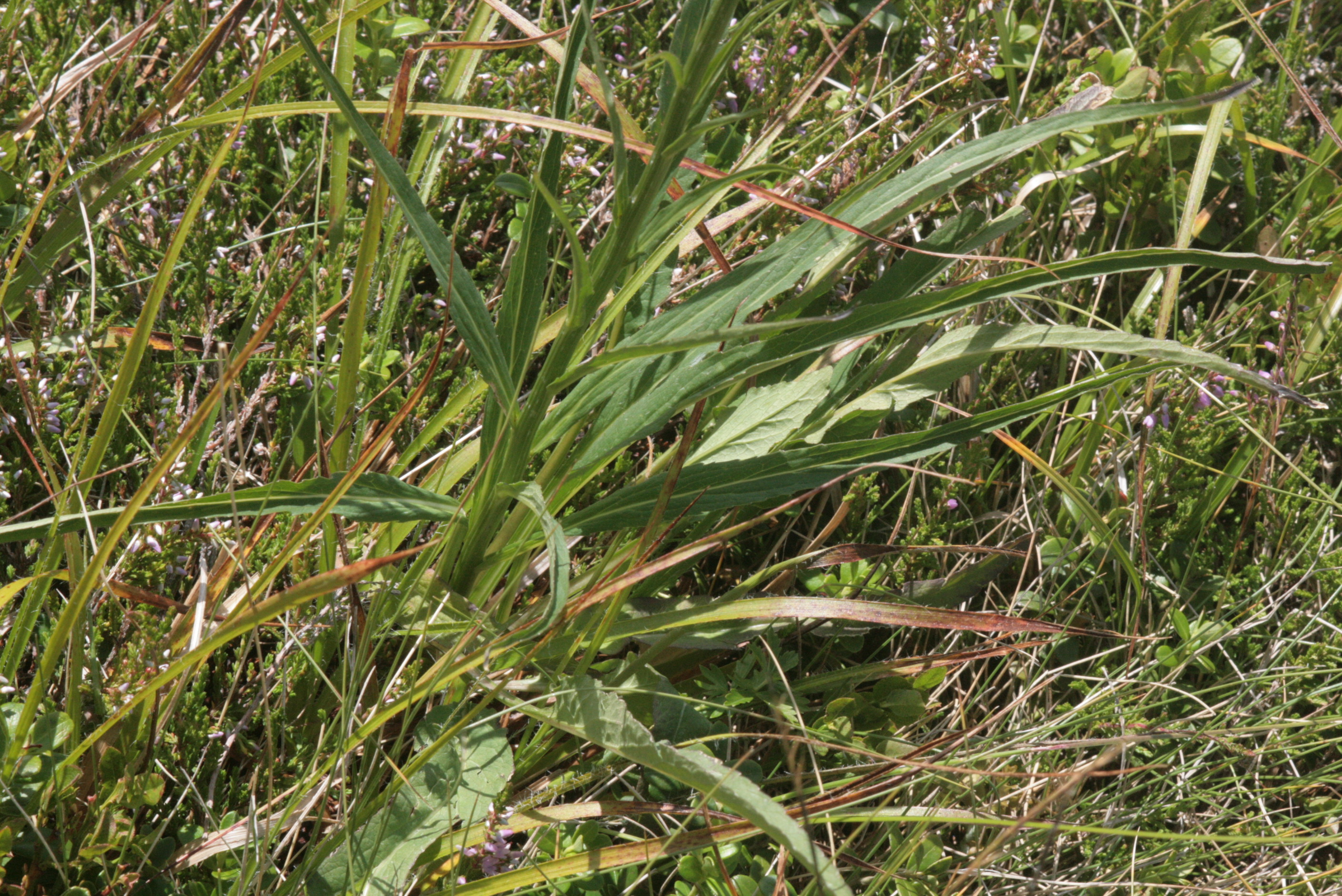
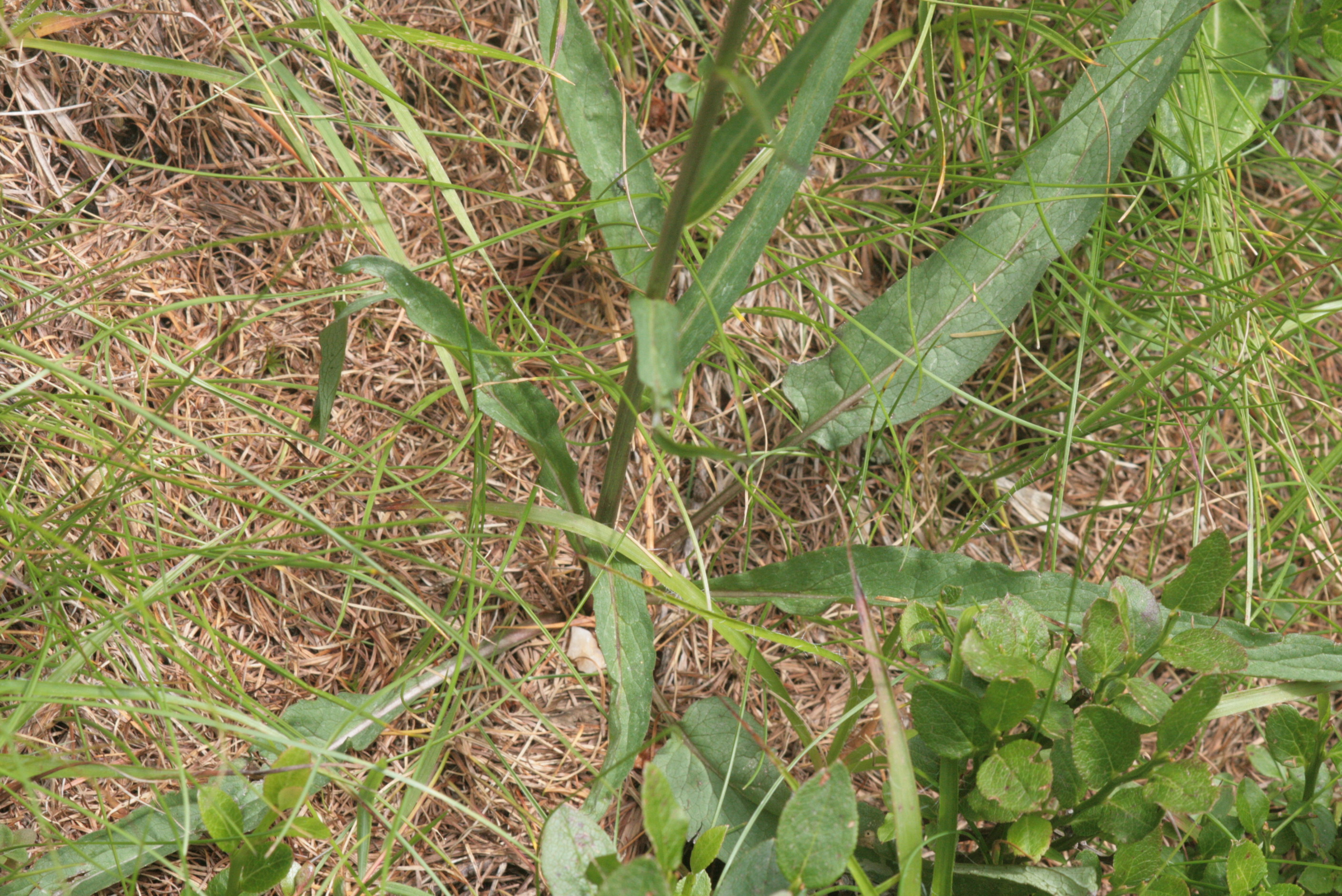